# Rudolf Kargus
Rudolf 'Rudi' Kargus (Worms, 15 de agosto de 1952) é um ex-futebolista e treinador alemão que atuava como goleiro.

## Carreira

### Clubes
Kargus ingressou nas divisões de base do Hamburgo em 1970, Kargus se tornou um goleiro da Bundesliga em 1971, ele conquistou a titularidade do time em 1973.
Em seus anos no Hamburgo, ele se tornou um goleiro confiável, conhecido por sua habilidade de pegar pênaltis (o que lhe valeu o apelido de Elfmetertöter). Ele venceu a Taça dos Clubes Vencedores de Taças com o Hamburgo em 1977 e foi vice-campeão na Liga dos Campeões em 1980, depois de conquistar o título da Bundesliga na temporada anterior.
Após o final do seu contrato com o Hamburgo em 1980, Kargus levou quatro meses para assinar um novo contrato com o Nürnberg. Ele estava na equipe do Nürnberg que foi rebaixado para a 2. Bundesliga em 1984.
Ele foi para o Karlsruher SC em dezembro de 1984. Ele teve azar nessa troca, já que o Karlsruher SC não podia evitar o rebaixamento para a 2. Bundesliga no restante da temporada e, assim, ele teve que voltar a jogar nesse nível na temporada 1985-86.
Para a temporada 1986-87, ele retornou à Bundesliga para jogar pelo Fortuna Düsseldorf, mas sofreu outro rebaixamento da Bundesliga nessa temporada. Após o rebaixamento do Düsseldorf, Kargus assinou com outro time da Bundesliga, o Colônia.
No entanto, nos três anos que ficou no Colónia, foi apenas o reserva do jovem Bodo Illgner e não conseguiu jogar nenhum jogo da Bundesliga.
No total, Kargus jogou em 408 jogos da Bundesliga em sua carreira e 19 jogos na 2ª Bundesliga.

### Seleção
Sua carreira na Seleção Alemã começou quando o treinador Helmut Schön procurava reservas para Sepp Maier e a boa forma do jovem Kargus no Hamburgo chamou a atenção.  Quatro dias antes do Natal de 1975, Kargus foi escolhido para representar a Alemanha Ocidental em um amistoso contra a Turquia, ele foi bem e foi convocado para a Eurocopa de 1976, servindo como reserva de Sepp Maier. Ele também participou da Copa do Mundo da FIFA de 1978 também como reserva de Sepp Maier.

## Pós Carreira
Após o fim de sua carreira, Kargus passou vários anos como treinador para crianças e tem sido ativo como pintor desde 1996, pintando cenas de futebol em 2006, mas exclusivamente temas não-futebolísticos depois disso. Ele freqüentou um curso de arte no Kunstschule Blankenese antes de exibir suas pinturas.

## Títulos
- Taça dos Clubes Vencedores de Taças: 1976–77
- Bundesliga: 1978–79
- DFB-Pokal: 1975–76